# 張大素
张大素（?—?），唐朝魏州繁水县（今河南省濮阳市南乐县）人，凌烟阁功臣张公谨次子。
张大素龙朔年间为东台舍人（給事中），兼修国史，著书百余篇，包括《后魏书》一百卷、《北齐书》二十卷、《隋书》三十二卷、《隋后略》十卷、《敦煌张氏家传》二十卷、《平台百一寓言》三卷、《说林》二十卷、《策府》五百八十二卷、《文思博要》并目一千二百一十二卷，又有《张大素集》十卷。在怀州长史任上去世。其孙张遂，即僧一行，因张大素《后魏书》一百卷，《天文志》未成，一行续成《天文志》。

## 子
- 张悱，唐玄宗时为集贤院判官，以张大素所著《魏书》、《说林》入院，缀修所阙，官至知图书、括访异书使，进国子司业，因事免官。汲郡长史张翙之父。
- 张懔（张擅），武功县令，张遂（一行）之父。
- 张㥠，鼎州录事，有女张某娘（墓志铭阙字）嫁高唐县尉清河人崔旻，后为敦煌延夫人。
- 张愃（645年—696年），字承寂，武周朝为朝散大夫、益州大都督府郫县令。有子张伟。
- 张某，咸亨四年（673年）七月十日，卒于东都弘敬里，年十六。